# Bársony András
Bársony András (Budapest, 1946. július 23. –) magyar nyomdász, közgazdász, diplomata, országgyűlési képviselő, politikus. Az Európai Nyomdász Szakszervezeti Szövetség választó bizottságának tagja.

## Életpályája
1964-ben érettségizett Budapesten, a II. Rákóczi Ferenc Gimnáziumban. 1965–1969 között az Akadémiai Nyomdában volt betűszedő. 1967–1968 között Kalocsán katonai szolgálatot teljesített, mint tartalékos főhadnagy. 1970–1973 között a Papíripari Vállalatnál gyártáselőkészítőként dolgozott. 1973–1978 között a Zrínyi nyomdában termelésirányító volt. 1978–1985 között a Nyomdász Szakszervezet munkatársaként tevékenykedett. 1983–1988 között a Marx Károly Közgazdaságtudományi Egyetem hallgatója volt. 1985–1989 között az Athenaeum Nyomda szakszervezeti bizottsági titkára volt. 1989–2002 között a Nyomdaipari Dolgozók Szakszervezetének elnöke volt. 1992 óta a Hírös Holding Kft. felügyelő-bizottságának elnöke. 1995–1997 között a Kossuth Nyomda Rt. igazgatótanácsának tagja volt.

### Politikai pályafutása
1975–1989 között az MSZMP tagja volt. 1989 óta az MSZP tagja. 1990–1992 között a Magyar Szakszervezetek Országos Szövetsége főpénztárosa, 1992–2002 között ügyvivője volt. 1994–1998 között az  Európa Tanács Parlamenti Közgyűlésének alelnöke volt. 1994–2002 között országgyűlési képviselő volt (1994–1998: Budapest, VIII. kerület; 1998–2002: Budapest). 1994–2002 között a külügyi bizottság tagja, 1994–1998 között alelnöke volt. 1995–1998 között az EBESZ Parlamenti közgyűlésének alelnöke volt. 1998–2002 között az európai integrációs ügyek bizottságának tagja volt. 1998–2000 között külügyi frakcióvezető-helyettes volt. 2002-ben és 2006-ban képviselő-jelölt volt. 2002–2006 között a Külügyminisztérium politikai államtitkára volt. 2007–2010 között kijevi nagykövet, 2007–2008 között akkreditálva Grúziába is.

### Sportolói pályafutása
1966–1971 között tagja volt a magyar tájékozódásifutó válogatott keretének. 1970–1971 között a BEAC versenyzőjeként tájfutásban magyar bajnok volt. 1992–1993 között a Budapesti Tájfutó Szövetség elnöke volt. 1996–2007 között a Magyar Természetjáró Szövetség elnöke volt.

## Családja
Szülei: Bársony Gyula (1911-?) és Gassner Eleomóra (1922-?) közgazdász voltak. 1988 óta Koch Mária a felesége, aki a Népszava jogtanácsosa. Három gyermeke született: Júlia (1975), Ágnes (1977) és András (1989).

## Díjai
- KISZ KB oklevél (1968)
- Kiváló Munkáért kitüntetés (1980)
- a Szakszervezeti Munkáért kitüntetés arany fokozata (1982)